# Мілледжвілл (Теннессі)
Мілледжвілл (англ. Milledgeville) — місто (англ. town) в США, в округах МакНері, Честер і Гардін штату Теннессі. Населення — 271 особа (2020).

## Географія
Мілледжвілл розташований за координатами 35°22′40″ пн. ш. 88°21′58″ зх. д. / 35.37778° пн. ш. 88.36611° зх. д. (35.377853, -88.366180).  За даними Бюро перепису населення США в 2010 році місто мало площу 4,16 км², уся площа — суходіл.

## Демографія
Згідно з переписом 2010 року, у місті мешкало 265 осіб у 119 домогосподарствах у складі 72 родин. Густота населення становила 64 особи/км².  Було 156 помешкань (38/км²).
Расовий склад населення:
| - 93,6 % — білих - 2,6 % — чорних або афроамериканців - 1,1 % — корінних американців - 0,4 % — азіатів |

До двох чи більше рас належало 1,5 %. Частка іспаномовних становила 2,3 % від усіх жителів.
За віковим діапазоном населення розподілялося таким чином: 18,5 % — особи молодші 18 років, 60,4 % — особи у віці 18—64 років, 21,1 % — особи у віці 65 років та старші. Медіана віку мешканця становила 46,9 року. На 100 осіб жіночої статі у місті припадало 85,3 чоловіків;  на 100 жінок у віці від 18 років та старших — 87,8 чоловіків також старших 18 років.
Середній дохід на одне домашнє господарство  становив 29 605 доларів США (медіана — 25 000), а середній дохід на одну сім'ю — 37 252 долари (медіана — 36 250). За межею бідності перебувало 22,1 % осіб, у тому числі 54,5 % дітей у віці до 18 років та 9,7 % осіб у віці 65 років та старших.
Цивільне працевлаштоване населення становило 54 особи. Основні галузі зайнятості: виробництво — 20,4 %, освіта, охорона здоров'я та соціальна допомога — 20,4 %, роздрібна торгівля — 14,8 %, оптова торгівля — 9,3 %.